# Gornji Volar
Gornji Volar (en serbe cyrillique : Горњи Волар) est un village de Bosnie-Herzégovine. Il est situé sur le territoire de la ville de Prijedor et dans la république serbe de Bosnie. Selon les premiers résultats du recensement bosnien de 2013, il compte 60 habitants.

## Géographie
Le village est situé au bord de la rivière Volar, un affluent de la Sana.

## Démographie

### Évolution historique de la population dans la localité
| 1948 | 1953 | 1961 | 1971 | 1981 | 1991 | 2013 |
| ---- | ---- | ---- | ---- | ---- | ---- | ---- |
| -    | -    | 425  | 371  | 391  | 373  | 60   |

|  |